# 도원교통 (서울)
도원교통(道原交通)은 서울특별시의 시내버스 업체이다. 주사무소는 서울특별시 성북구 정릉3동에 있으며 정릉·양천공영차고지에 영업소·차고지를 두고 있다. 계열사로는 서울특별시의 시내버스 업체인 경성여객이 있다. 경기도 부천시 경기 도원교통과는 연관이 없다.

## 연혁
- 1957년 8월 20일 : 회사 창립과 함께 도시형버스 2번 운행 개시
- 1984년 1월 4일 : 성북구 정릉동 893-1 (현 정릉로10길 17)로 본사 이전
- 1990년 8월 : 좌석버스 222번 운행 개시
- 1996년 7월 : 순환버스 439번 (지선버스 1112번[2]) 운행 개시
- 1997년 11월 : 좌석버스 222번을 도시형버스로 형간전환
- 2002년 3월 : 진화운수 도시형버스 824번 (지선버스 7716번[3])을 본 회사에서 운행
- 2002년 8월 : 도시형버스 2번 (현 간선버스 171번)에 천연가스버스 11대 추가 도입
- 2003년 2월 : 본사 김종원 대표이사 서울시 버스 운수사업 조합 장 취임
- 2004년 7월 1일 : 2004년 서울특별시 버스 개편으로 인한 노선 변경
- 2008년 2월 1일 : 지선버스 1213번을 금진교통 2237번과 통합하여 답십리역까지 노선을 연장하고 공동배차로 운행
- 2008년 7월 1일 : 신흥기업 지선버스 0017번을 본 회사에서 운행
- 2008년 11월 3일 : 한남운수 지선버스 6514, 6617, 6620, 6657번을 본 회사에서 운행
- 2010년 4월 2일 : 차고지 주박과 천연가스 충전 문제로 지선버스 0017번을 보광교통에 이관
- 2010년 4월 9일 : 지선버스 1213번을 답십리역으로 단축·분리
- 2010년 8월 21일 : 경성여객을 계열사로 편입.[4] 지선버스 1213, 2219번 통합과 함께 공동배차로 운행
- 2011년 9월 15일 : 하이상운 마을버스 강북 12번 신설과 함께 지선버스 1117번 폐선
- 2013년 9월 13일 : 심야버스 N62번을 경성여객과 공동배차로 운행 개시
- 2018년 11월 15일 : 서울에서 처음으로 전기버스 1711번을 하루 10대 운행 개시
- 2021년 12월 : 사모펀드 '차파트너스'에 피인수[5]
- 2023년 12월 : 서울 성원여객의 전 노선 양수
- 2024년 1월 22일 : 지선버스 1111번 공동 배차에서 철수하고, 해당 노선에서 운행하던 차량으로 지선버스 1112번[6] 신설
- 2024년 3월 1일 : 지선버스 1213번을 공동배차에서 철수

## 운행 노선
2024년 3월 11일 기준이다.
| 노선번호 | 운행구간                          | 운행구간 | 운행구간           | 배차간격 (분) | 인가 대수 | 비고 |
| -------- | --------------------------------- | -------- | ------------------ | ------------- | --------- | --- |
| 171번    | 북악중학교(출발) 국민대학교(도착) | ↔        | 월드컵파크7단지    | 5~13          | 29        | 구 2번 변경                                                                                              |
| 1112번   | 정릉4동주민센터.경국사            | ↔        | 서울다원학교       | 5~8           | 12        | 2024년 1월 22일 개통, 1111번 노선 공동배차에서 철수 후 개통한 노선이다. 폐선된 1112번 노선과는 관계 없음 |
| 1162번   | 성북구민회관                      | ↔        | 보문역 4번출구     | 5~7           | 6         | 구 성북마을 2번, 회차시 성북구청 정문, 삼선동 주민센터 경유. 대진여객과 공동배차 한다                    |
| 1164번   | 서경대학교                        | ↔        | 길음역 10번출구    | 4~10          | 11        | 구 성북마을 9번, 회차시 성북우체국, KT월곡지사 경유                                                      |
| 1711번   | 국민대학교                        | ↔        | 공덕역 8번출구     | 5~10          | 24        | 구 135번                                                                                                 |
| 2115번   | 중랑공영차고지                    | ↔        | 서경대학교         | 5~9           | 16        | 구 1212번, 2223번 통합. 상진운수와 공동배차 한다.                                                        |
| 6514번   | 양천공영차고지                    | ↔        | 서울대학교         | 9~15          | 25        | 구 303번                                                                                                 |
| 6617번   | 양천공영차고지                    | ↔        | 목동우성아파트     | 6~15          | 9         | 구 497번                                                                                                 |
| 6620번   | 양천공영차고지                    | ↔        | 당산역 2번출구     | 12~20         | 9         | 구 129-1번 단축                                                                                          |
| 6657번   | 양천공영차고지                    | ↔        | 강서한강자이아파트 | 15~22         | 6         | 구 5622번 단축                                                                                           |
| 8111번   | 북악중학교                        | →        | 국민대학교         | 15~20, 10회   | 5         | 2024년 3월 11일 신설                                                                                     |
| N62번    | 면목동차고지                      | ↔        | 양천공영차고지     | 40분, 6회     | 6         | 경성여객과 공동배차 한다.                                                                                |

## 이전 노선
| 노선번호 | 운행구간       | 운행구간 | 운행구간   | 비고                                                                                               |
| -------- | -------------- | -------- | ---------- | -------------------------------------------------------------------------------------------------- |
| 0017번   | 청암동         |          | 용산역     | 보광교통에 이관됨                                                                                  |
| 1011번   | 국민대학교     | ↔        | 광화문     | 2005년 폐선                                                                                        |
| 1111번   | 번동           | ↔        | 성북동     | 구 417번, 한성운수와 공동배차로 운행했다. 2024년 1월 22일 공동배차에서 철수하고 1112번을 신설했다. |
| 1112번   | 국민대학교     | ↔        | 길음역     | 1116번과 통합 이후 1117번으로 변경, 현재 운행중인 1112번과는 관계 없음                             |
| 1116번   | 솔샘터널       | ↔        | 미아뉴타운 | |
| 1117번   | 솔샘터널       | ↔        | 길음역     | 구 439번 연장, 강북 12번 신설에 따라 2011년 9월 15일 폐선                                          |
| 1211번   | 국민대학교     | ↔        | 신당동     | 2004년 12월 폐선                                                                                   |
| 1213번   | 면목동         | ↔        | 국민대학교 | 구 522-1번 변경, 경성여객과 공동배차 한다.                                                         |
| 6618번   | 양천공영차고지 | ↔        | 신도림역   | 오케이버스와 공동배차로 운행되었다. 2012년 9월 18일 5526번, 5612번과 통합되어 6516번으로 변경.     |
| 8222번   | 중랑공영차고지 | ↔        | 봉화산역   | 2015년 용림교통 파산으로 인한 대체 노선. 인가만 있었던 미운행노선.                                 |

## 보유 차량

#### 자일대우버스
- 자일대우 NEW BS090[9]

#### 현대자동차
- 현대 그린시티[10]
- 현대 뉴 슈퍼 에어로시티[11]
- 현대 저상 뉴 슈퍼 에어로시티[12]
- 현대 블루시티[13]
- 현대 일렉시티[14]

#### 하이거 버스
- 하이거 하이퍼스 EV[15]

## 본사 및 영업소
- 정릉3동 본사 (171번, 1711번)
- 정릉4동 영업소 (1112번, 1162번, 1164번, 2115B번)
- 양천공영차고지 영업소 (6514번, 6617번, 6620번, 6657번, N62번)

## 같이 보기
- 경성여객

## 갤러리

서울시내버스 1711번
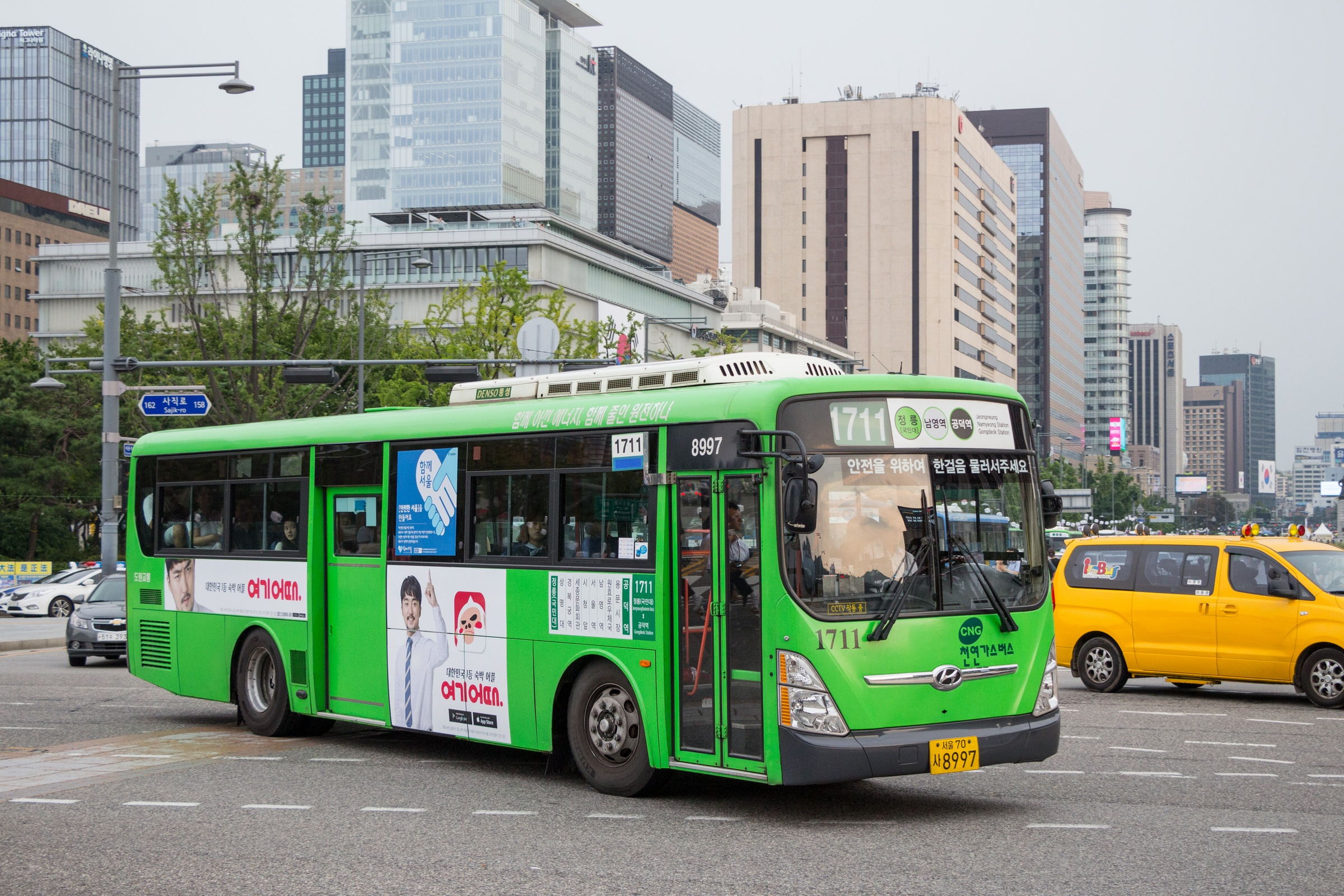
서울시내버스 1711번
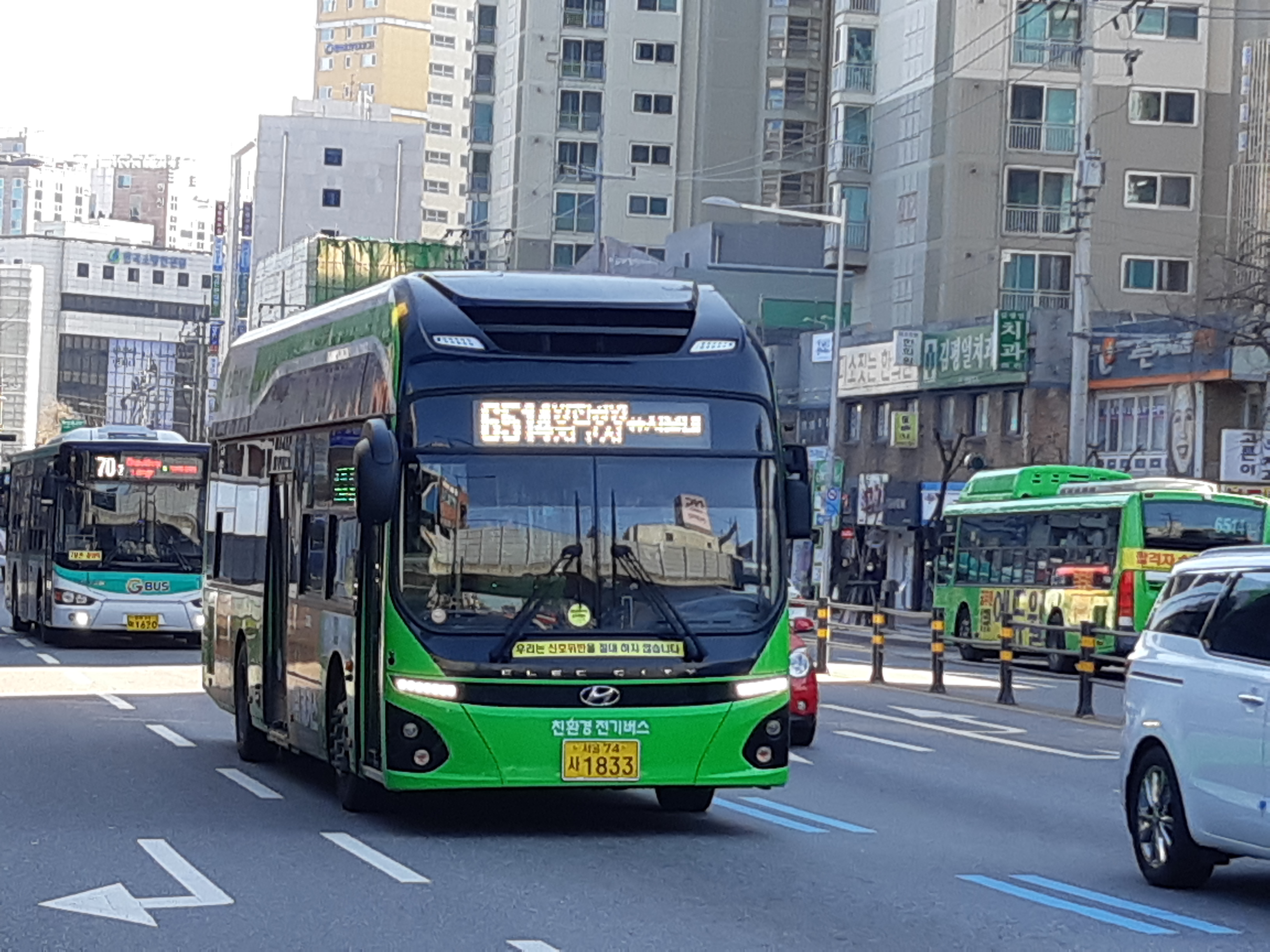
서울시내버스 6514번
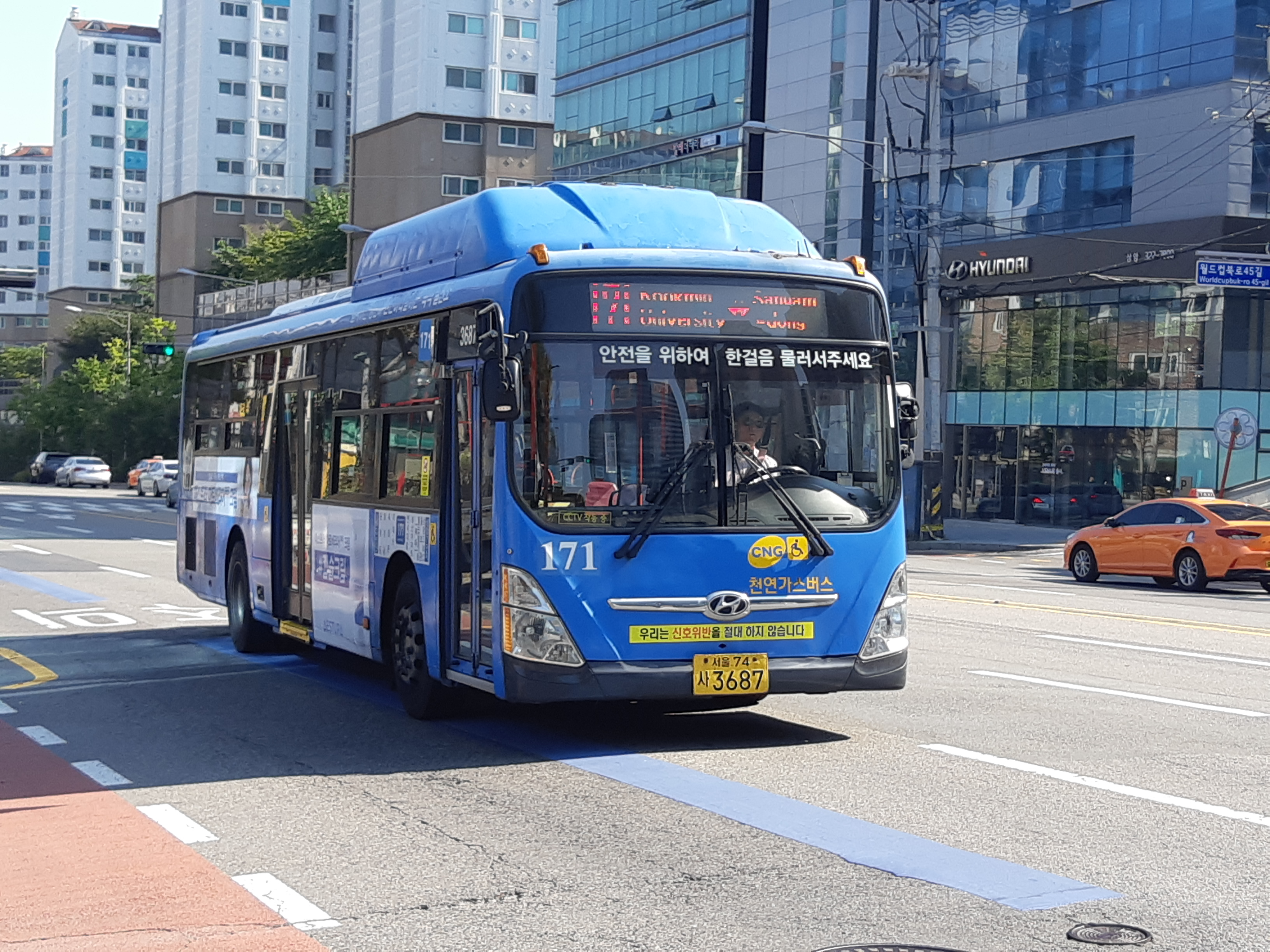
서울시내버스 171번
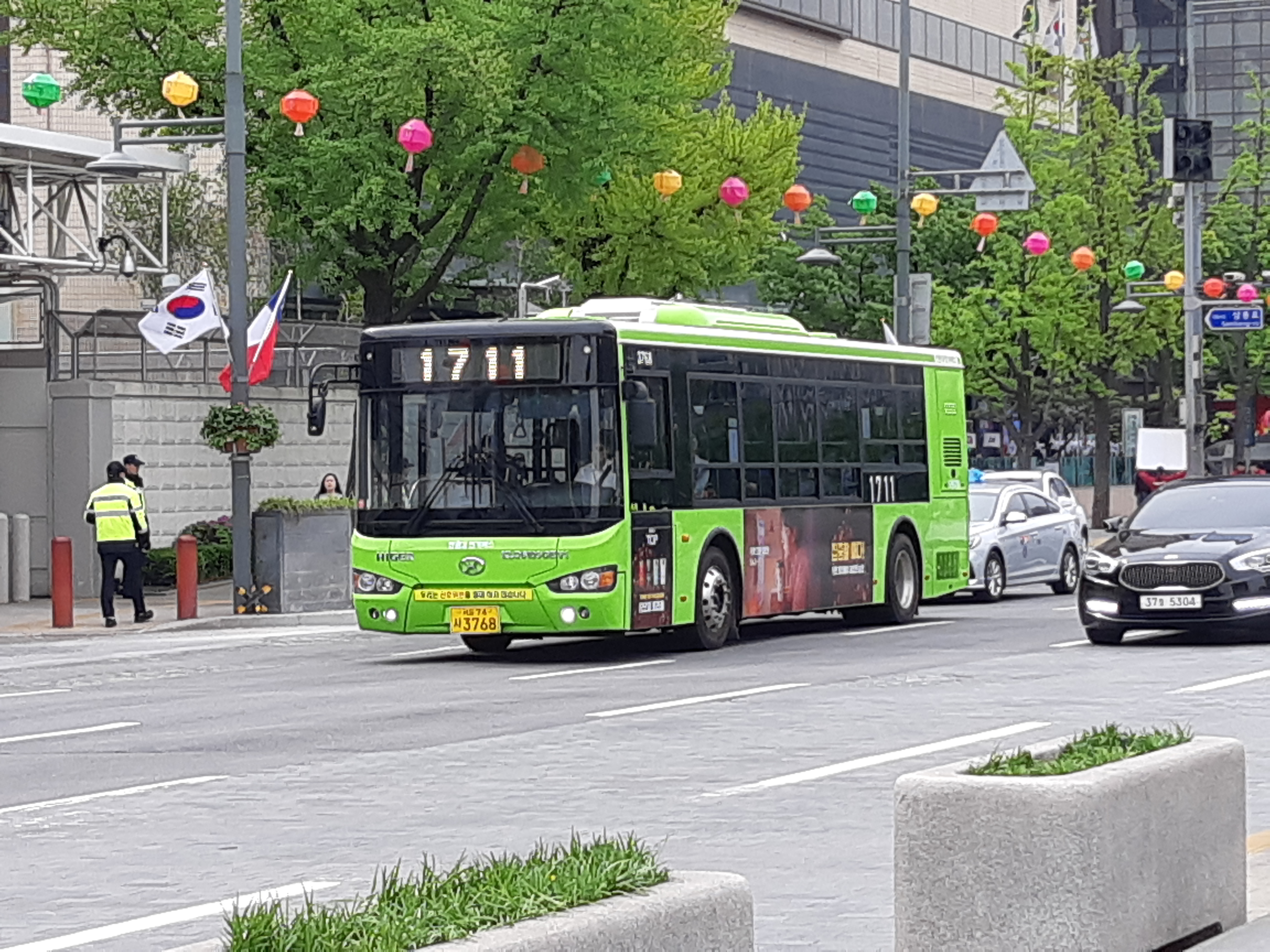
서울시내버스 1711번
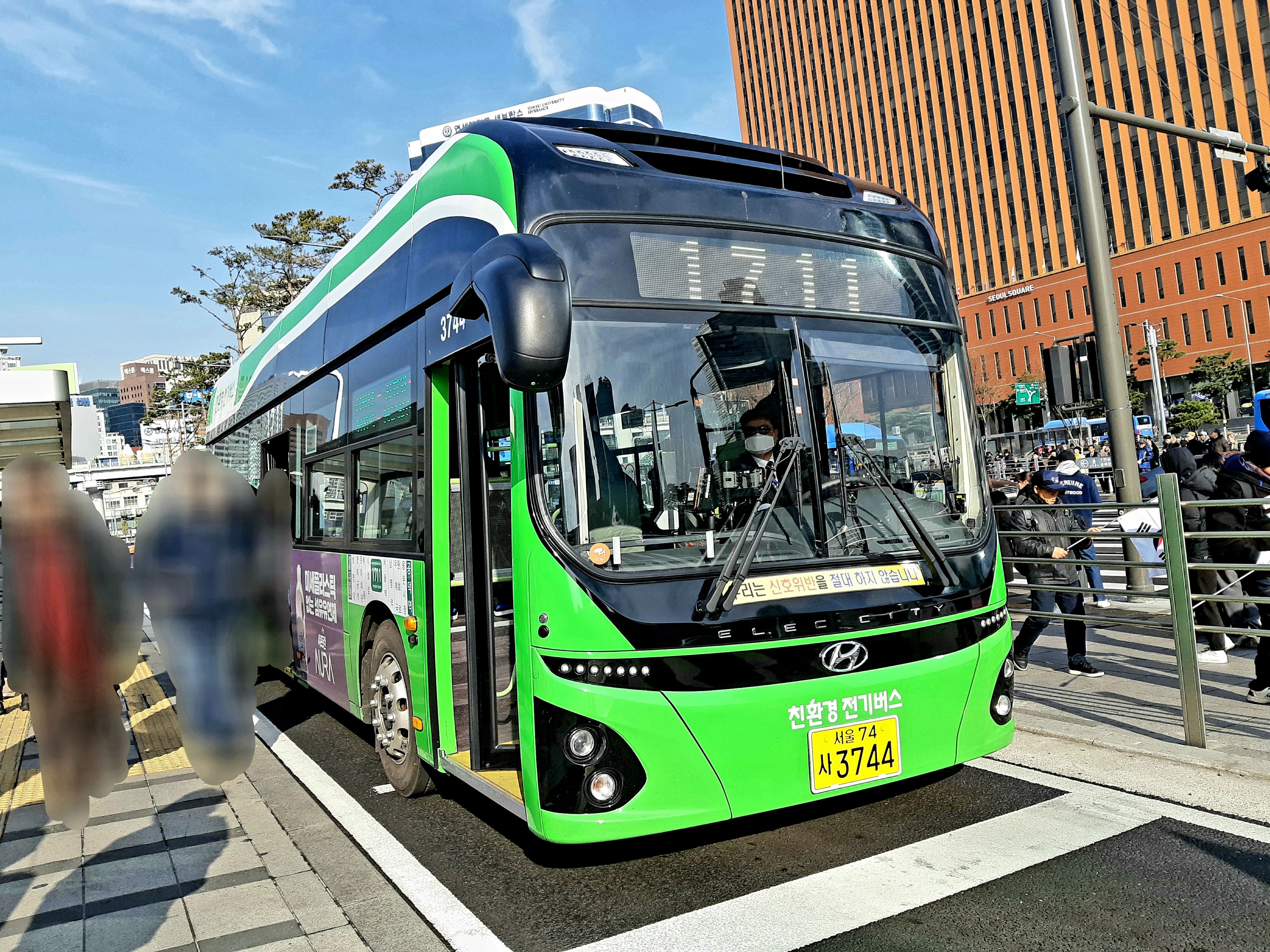
서울시내버스 1711번